# 柯爾特蟒蛇左輪手槍
柯爾特蟒蛇（以下簡稱為“蟒蛇”）是一系列由美国康乃狄克州哈特福的柯特製造公司所研製和生產的左輪手槍，發射.357 Magnum麥格農、.38 Special、.38 S&W（.38/200）等子彈。
蟒蛇的目標是取得來自左輪手槍業務方面的市場。蟒蛇在1955年首次推出，與史密斯威森製造的S&W M29 .44麥格農於同年推出。它有時被稱為“戰鬥麥格農”。

## 描述
蟒蛇是一把雙動操作式左輪手槍，由柯特設計的大型I式底把，兼具彈倉和膛室功能的轉動式弹巢可以裝載、發射及承受威力及侵徹力強大的.357麥格農手枪子彈。蟒蛇的威力足以在近距離擊倒一隻猛獸。蟒蛇的聲譽是來自它的準確性、順暢而且很容易扣下的扳機和較緊密的彈倉閉鎖。
現在蟒蛇已經停產，其主要目標變成了高價市場上的左輪手槍。有些著名的槍械收藏家和作家，例如傑夫·庫珀、伊恩·V·霍格、查老鷹隊、樂華·湯普森、芮尼·斯梅茨和馬丁·多爾蒂都曾經形容過蟒蛇是有史以來最優秀的左輪手槍。蟒蛇與眼鏡蛇、眼鏡王蛇、響尾蛇、巨蟒同樣屬於柯特一個以蛇的種類命名的系列。

## 歷史
蟒蛇是由柯特在1955年（創立第150周年）開始首次推出，亦成為其頂級的型號的第一線，儘管這把左輪手槍本來就是以發射.38 Special的左輪手槍的一種放大底把版本。因此，它具有精確的戰鬥型機械瞄具、順暢而且很容易扣下的扳機、堅硬的設計和輔助用途的額外金属。由於槍管下面有一直延伸到槍口端面的槍管底部退殼桿保護凸耳（英語：Underlug）、裝上瞄準鏡的霰彈槍型散熱肋條和外觀精美而且可拆卸、可調節和可轉換的照門，因此蟒蛇的外觀較其他左輪手槍獨特。
本來，柯特在蟒蛇上製造空心的槍管下彈倉抑制護套，是為了射擊後利用槍管的重量減少上揚以便儘快穩定底把。當左輪手槍的扳機是完全扳上時，彈倉將會閉鎖，以便擊錘敲擊底火。而其他左輪手槍都會有鬆動的提示，即使已經在完全閉鎖的狀態以下。在彈倉和擊錐之間相差的距離較短，並使得扣下扳機和發射之間的時間非常短，從而進一步準確性和射擊速度。每把蟒蛇都在工廠製造時鑿小孔和利用雷射，是首家會這樣生產的量產左輪手槍的公司。
由於不少結構都需要人手調整，例如是它的複雜表面處理，柯特與競爭對手史密斯威森公司一樣走上了生產高性價比的產品的路。例如柯特偵探型在1970年代中期的價格大約是原來的兩倍。
不少使用者也支持其設計。但是，柯特的.22和.38口徑步槍都被廉價版本和採用小型底把的長響尾蛇所取代。本來蟒蛇亦有其.44口徑原型，但最後沒有商業化。

### 結束生產
由於銷量開始下降和生產成本不斷上升，柯特公司終於在1999年10月宣布停止量產蟒蛇。和柯特有關的訂貨槍店經常利用顧客對於限量生產的蟒蛇的要求作特別高價的銷售，一直到2005年，甚至連這種限量生產的亦終止了。

### 重新生產
經過數月的謠言以後，2020年1月，柯爾特正式宣佈重新推出柯爾特蟒蛇。全新的蟒蛇由比原來更堅固的不銹鋼所製成，並且提供裝有木質握把的4.25英吋或6英吋槍管版本。

## 設計及衍生型
最初的蟒蛇可以有兩種顏色選擇，分別是：皇家藍色（烤藍處理）和鍍光亮镍（半光亮）。光亮的鍍鎳型顏色選擇很快就停產，並且立刻推出的更耐用的拉絲加工製成的不鏽鋼型和很像鏡面一般完美光滑的拋光型（仿电镀漆，具有仿鍍鉻金屬的效用）的不銹鋼最終模式。最後到了2003年柯特還推出了蟒蛇的不銹鋼和皇家藍色的“精英”模式（數量有限）。
蟒蛇亦分為21⁄2英吋、3英吋、4英吋、6英吋和8英吋的槍管。6英吋的是全部長度的槍管之中最熱門和最普遍的，而8英寸的主要是用於打獵。另外，還有一種3英寸的槍管版本雖然並不是罕見，但非常適合使用於收藏。
蟒蛇的狩獵模式，即是使用8英寸槍管，亦可裝上來自1980年的時候由柯特工廠製造的可放大2倍的Leupold瞄準鏡鏡架。
蟒蛇狩獵型亦成為首把比賽及狩獵時的佩槍，而狩獵包亦由一間主要手槍製造生產商。瞄準鏡是利用雷德菲爾德接口安裝於槍管上的肋條，而全槍則是收藏於哈利伯頓製的箱子內。該槍在1999年10月宣布停止量產以後將會提供一套簡單的“自訂商店”（英語：Custom Shop）模式。有一款只發射.38 Special手枪子彈的蟒蛇型號，被命名為瞄準型，雖然只是在大約數年間製造，但亦有經過烤藍或鍍光亮鎳的處理。
有兩種衍生型亦是由柯特製造，但是和蟒蛇比較是縮小了很多。第一種是柯特蟒蛇（英語：Colt Boa），在1985年推出，限量生產的一把.357麥格農左輪手槍，由美國麻薩諸塞州的柳霍頓公司所生產。它使用一種來自蟒蛇的槍管，但是加上來自騎兵Mk V的底把。總共生產了600把6英吋槍管和600把4英吋槍管的左輪手槍，其中只有100把符合規定。
雖然它的外表和蟒蛇非常相似，但是在內部就是完全不同的；而第二種就是不銹鋼製的柯特灰熊（英語：Colt Grizzly），在1994年推出，另一種限量生產的.357麥格農左輪手槍。它同樣使用一種來自蟒蛇的槍管，但是加上來自眼鏡王蛇的底把。裝有馬格那孔（英文：Mag-na-Ported，又稱為瓦斯孔）的6英吋槍管、順暢而且很容易扣下的扳機和穩定地轉動的彈倉。移植的槍管還有一個灰熊的足跡。該灰熊類似於科迪亞克（英語：Colt Kodiak），這是一把由柯特巨蟒加上與麥格納多式接口和彈倉。這種手槍大約生產了2000枝。
根據柯特官方歷史學家，R.L.威爾遜，蟒蛇亦已經被貓王和傳統意義上的各個國王所收集了：“H.M.（英語：His Majesty，意為：陛下）約旦·侯賽因本人下令將數量有限的蟒蛇，尤其是4英吋和6英吋槍管的，作為他選定的禮物，送給他的朋友。槍盒和槍管均鑄有陛下的簽名。送給國王胡安卡洛斯的蟒蛇更在旁邊冠上他名字的鍍金板。還有其他著名人物：哈立德國王和其王儲法赫德（沙特阿拉伯）、國王哈桑（摩洛哥）、謝赫（阿拉伯联合酋长国）、總統薩達特（埃及）和總統阿薩德（叙利亚）。

## 使用
蟒蛇在1955年推出後不久就立即佔據了執法機關的市場，當中6英寸槍管在軍裝制服人員之中流行起來，而4英吋槍管被認為最適合便衣探員。
然而，由於執法機關的需求亦不斷出現變化，連同所有其他的左輪手槍一樣開始沒落，更有利於半自動手槍。當執法機構意識到，9毫米半自動手槍發射的手枪子彈同時具有類似於.38 Special的特徵和具備左輪手槍通常沒有的彈容量，他們開始改變對於手槍種類的選擇，並同時改用半自動手槍使用的子彈。
因此目前的蟒蛇手槍仍然在市場上十分流行但是價格變得越來越高。
在科羅拉多州公路的巡邏本來是使用4英寸槍管的皇家藍色蟒蛇，直到近年都改用會自動裝填的.40口徑的手槍。喬治亞州巡警和佛羅里達州公路巡警也曾經發配蟒蛇作為其手槍。

## 讚揚和批評
根據柯特官方歷史學家，R.L.威爾遜，亦曾經如此來形容蟒蛇：“柯特左輪手槍中的劳斯莱斯”，而槍械歷史學家，伊恩.V.霍格亦曾經如此來形容蟒蛇：“世界上最佳的左輪手槍”。
不過，蟒蛇並不是沒有批評者。其缺點包括：精確的蟒蛇所使用的是一種在持續射擊過後就會比較“過時”的設計。在某些不利的條件以下，弹巢會因為強迫擊錐活動而不能夠精確對準及射擊，有時射手可能會因為蟒蛇的射擊或因為雙動操作而不能發射，結果是被燃燒中的火藥燒傷。當真是發生這種情況，也就意味著彈巢閉鎖需要作一次更換。
作者馬丁·多爾蒂注意到蟒蛇的另一個缺點就是重量，因為它亦是一把相當沉重的手槍，從33盎司（935.53克，2.06磅）到48盎司（1,360.78克，3磅），與同一年推出的史密斯威森製造的S&W M29 .44麥格農（即是系列之中的主角用槍械）相比只是輕了一點。

## 使用國
- 荷蘭
  - 荷蘭海軍陸戰隊干預單位（英语：Unit Interventie Mariniers）
- 義大利
  - 義大利國家警察（英语：Polizia di Stato）中央安全行動局（英语：Nucleo Operativo Centrale di Sicurezza）[15]
  - 義大利陸軍第9傘降突擊團（英语：9th Parachute Assault Regiment）
- 西班牙
  - 西班牙國民警衛隊特別干預組（英语：Unidad Especial de Intervención）[16]
- 美国
  - 美國能源部
  - 地方警察部門

## 流行文化
柯特蟒蛇系列同時出現在多部电影、电視劇、电子游戏和动画裡，例如：

### 電影
- 1973年—《緊急搜捕令》：型號為4英吋槍管型，由一名謀殺毒梟的警察使用。
- 1973年—：型號為2英吋短槍管（英语：Snubnosed revolver）黑色型，由占士·邦（James Bond，飾演）所使用。
- 1984年—：型號為4英吋槍管型，由一名警察使用。
- 1990年—：型號為4英吋槍管不鏽鋼型，由施特拉克的心腹（杜可風飾演）所使用。
- 1990年—《沉默的羔羊》：型號為6英吋槍管不鏽鋼型，由詹姆“野牛比爾”漢尼（Jame "Buffalo Bill" Gumb，特德·萊文飾演）所使用。
- 1993年—《城市獵人》：型號為4英吋槍管不鏽鋼型，由孟波（成龍飾演）所使用。
- 1995年—：型號為短管鍍光亮鎳型，由詹姆斯·科爾（James Cole，布鲁斯·威利斯飾演）所使用。
- 1999年—《人骨拼圖》：型號為短管黑色型，由偵探保利沙文度（Detective Paulie Sellitto，埃德·奧尼爾飾演）所使用。
- 2000年—《大逃殺（電影版）》及其3D版：男子17號沼井充（柴田陽亮飾演）的分配武器。
- 2006年—：型號為2英吋短管不鏽鋼型，由法蘭西先生（Mr. French，雷·雲斯東飾演）所使用。
- 2007年—：型號為4英吋槍管不鏽鋼型，先後由海牙警長（邁克爾·比恩飾演）、赤門（湯姆·沙維利飾演）和華利（弗雷迪·羅德里格斯飾演）所使用。
- 2007年—：型號為4英吋槍管黑色型，由法蘭克·盧卡斯（丹泽尔·华盛顿飾演）所使用。
- 2007年—：由倖存者所使用。
- 2007年—《非法制裁（英语：Death Sentence (2007 film)）》：型號為6英吋槍管鍍光亮鎳型，由主角尼克·休謨（凱文·貝肯飾演）向老骨頭·達利（約翰·古德曼飾演）購買，並用於復仇的其中一枝槍。
- 2024年—《城市獵人》：型號為為4英吋槍管不鏽鋼型，由冴羽 獠（鈴木亮平飾演 ) 所使用。(Netflix版)

### 電視劇
- 1984年—《神探亨特》：6英吋槍管黑色版本由主角理查德·瑞克·亨特警官（Det. Sgt. Richard "Rick" Hunter，弗雷德·德雷爾飾演）所使用。
- 1986年—：短管黑色版本由Lt. Torello（丹尼斯·法里納飾演）所使用。
- 2002年—《螢火蟲》：6英吋槍管不鏽鋼版由霍本（Hoban "Wash" Washburne，亞倫·塔迪克飾演）所使用。
- 2003年—：2010年11月16日第6季第15集（播出順序為第128集）“交貨”（英語：Deliverance），6英吋槍管黑色版本由槍支代理商銷售。
- 2005年—《樂透趴趴走》：2009年10月9日第4季第5集（播出順序為第74集）“甜蜜的約翰尼”（英語：Sweet Johnny），6英吋槍管鍍光亮鎳版本由彩（Joy，珍美·柏諾斯莉飾演）用作佩槍（英语：Side arm）。
- 2006年—：4英吋槍管黑色版本由傑克·格林（Jake Green，斯基特·烏爾里希飾演）所使用。
- 2007年—《異形庇護所》：2009年12月11日第2季第9集（播出順序為第22集）“懺悔”（英語：Sweet Johnny），4英吋槍管不鏽鋼版本由“公爵”（“The Duke”，Aleks Paunovic飾演）所使用。
- 2010－2018年—《屍行者》：6英吋槍管不鏽鋼版本由第一至第九季的主角，副警長瑞克·格萊姆斯／紀力奇（明珠台譯名，Rick Grimes，安德魯·林肯飾演）用作配槍（英语：Side arm），並曾經由獵人奧提斯（Otis，Pruitt Taylor Vince飾演）和戴利·迪克森（Daryl Dixon，諾曼·李杜斯飾演）所使用。
- 2011年—：第2季，6英吋槍管鍍光亮鎳版本由約翰·波普（John Pope，科林·坎寧安飾演）用作佩槍（英语：Side arm）。

### 电子游戏
- 1996年—《惡靈古堡》：4英吋槍管不鏽鋼版本。
- 1998年—及其资料片与：為6英吋槍管不鏽鋼版本，在多人模式中還會在槍管下裝上雷射瞄準器。
- 2002年—《俠盜獵車手：罪惡城市》：為6英吋槍管黑色版本，命名為「點357麥格農」。
- 2002年—《刺客任務2：無聲殺手》：命名為「左輪手槍」。
- 2002年—：名稱改為「Magnum Revolver」，為6英吋槍管不鏽鋼版本。
- 2003年—：命名為「Serpent」。
- 2004年—：為6英吋槍管不鏽鋼版。
- 2004年—：為6英吋槍管不鏽鋼版本。
- 2005年—《俠盜獵車手：自由城故事》：為6英吋槍管黑色版本，命名為「點357麥格農」。
- 2005年—《迅雷先鋒4》：為4英吋槍管不鏽鋼版本。
- 2006年—《俠盜獵車手：罪惡城市傳奇》：為6英吋槍管黑色版本，命名為「點357麥格農」，可裝上瞄準鏡。
- 2006年—：為6英吋槍管不鏽鋼版本。
- 2007年—：為6英吋槍管不鏽鋼版。
- 2007年—：裝上了6英吋槍管和白色象牙握把的黑色版本以「左輪手槍」（Revolver）之名登場，並且由間諜用作初期主要以及唯一的遠距離武器。
- 2007年—《絕對武力Online》：為6英吋槍管不鏽鋼版本，正式命名為「Colt Python」，奇怪地發射.357 SIG手枪子彈。最早於中国大陆版2015年11月25日時推出，該地區命名為「Python.357」。港台地區於2015年12月8日推出，命名為「鬼蟒」。
- 2010年—《心灵杀手》：主角艾倫·韋克最初期武器，命名為「左輪手槍」。
- 2010年—：於戰役模式、聯機模式及殭屍模式中皆有出現。為2.5英寸（短管型）和6英吋槍管黑色版本，6發彈巢，最高攜彈量為18發（戰役模式）、48發（聯機模式）和80發（殭屍模式）。戰役模式時在數個關卡當中由主角亞歷克斯·梅森作為配槍所使用，其中一枝短管型亦於關卡“Payback”中由一名越共游擊隊員用於威脅被俘虜的主角一行人玩俄羅斯輪盤，卻被梅森用該槍反殺並扭轉局勢；聯機模式時於等級18解鎖，並可以使用ACOG光學瞄準鏡、縮短槍管、快速装弹器、雙持、電筒（戰役模式）；殭屍模式時有一款衍生型稱作「眼鏡蛇」（Cobra），12發彈巢，最高攜彈量為96發，並可以使用快速装弹器。
- 2012年—《战争前线》：型號為8英吋槍管不鏽鋼版本，命名為「Colt Python Elite」。木質握把，槍管上方加裝戰術導軌以安裝瞄準鏡，6發彈巢，所有兵種均可使用，同时亦在PVE模式非洲战区地图中被黑木帝国盾牌兵所使用。可以改裝瞄准镜（EOTECH 553全息瞄准镜、绿点全息瞄准镜、红点瞄准镜、手枪瞄准镜），不可改裝槍口。
  - 歐美與俄羅斯伺服器為專家解鎖，中國大陸伺服器為K點武器。
- 2012年—：命名為「左輪手槍」。
- 2012年—：只在殭屍模式中出現。為6英吋槍管黑色版本，6發彈巢，最高攜彈量為80發；衍生型為「眼鏡蛇」（Cobra），12發彈巢，最高攜彈量為96發。
- 2012年—《惡靈古堡：啟示》：為4英吋槍管黑色版本，命名為「Python」。戰役模式可於第七章取得。突擊模式則隨機掉落或出現在商店，稀有版本名稱為「魔蛇」。
- 2015年—：型号为6英吋槍管不鏽鋼版本，6发弹巢。与原版对比取消了激光瞄准器。
- 2018年—《少女前線》：做為五星級手槍，於2018年夏季活動「有序紊流」中打撈獲得。
- 2021年—《嚴陣以待》：型號為6英寸不鏽鋼版，命名為“.357 Magnum”。

### 動漫
- 1979年—《魯邦三世》：主角次元大介的愛槍。
- 1983年—《城市猎人》：男主角冴羽獠的愛槍。
- 1989年—《貓眼女槍手》：短管黑色版被匪徒所使用。
- 1996年—《機動新世紀GUNDAM X》：由威茲·蘇（ウィッツ・スー）所使用。
- 2001年—《天使心》：城市獵人的平行故事，男主角冴羽獠的愛槍。
- 2003年—《玩伴貓耳娘》：第5話「我來救你了」（たすけきにました），出現在槍械經銷商的櫃子裡。
- 2009年—《幻灵镇魂曲》：為女主角Ein／江涟的愛槍。
- 2011年—：武藤剛氣的佩槍。

## 圖集

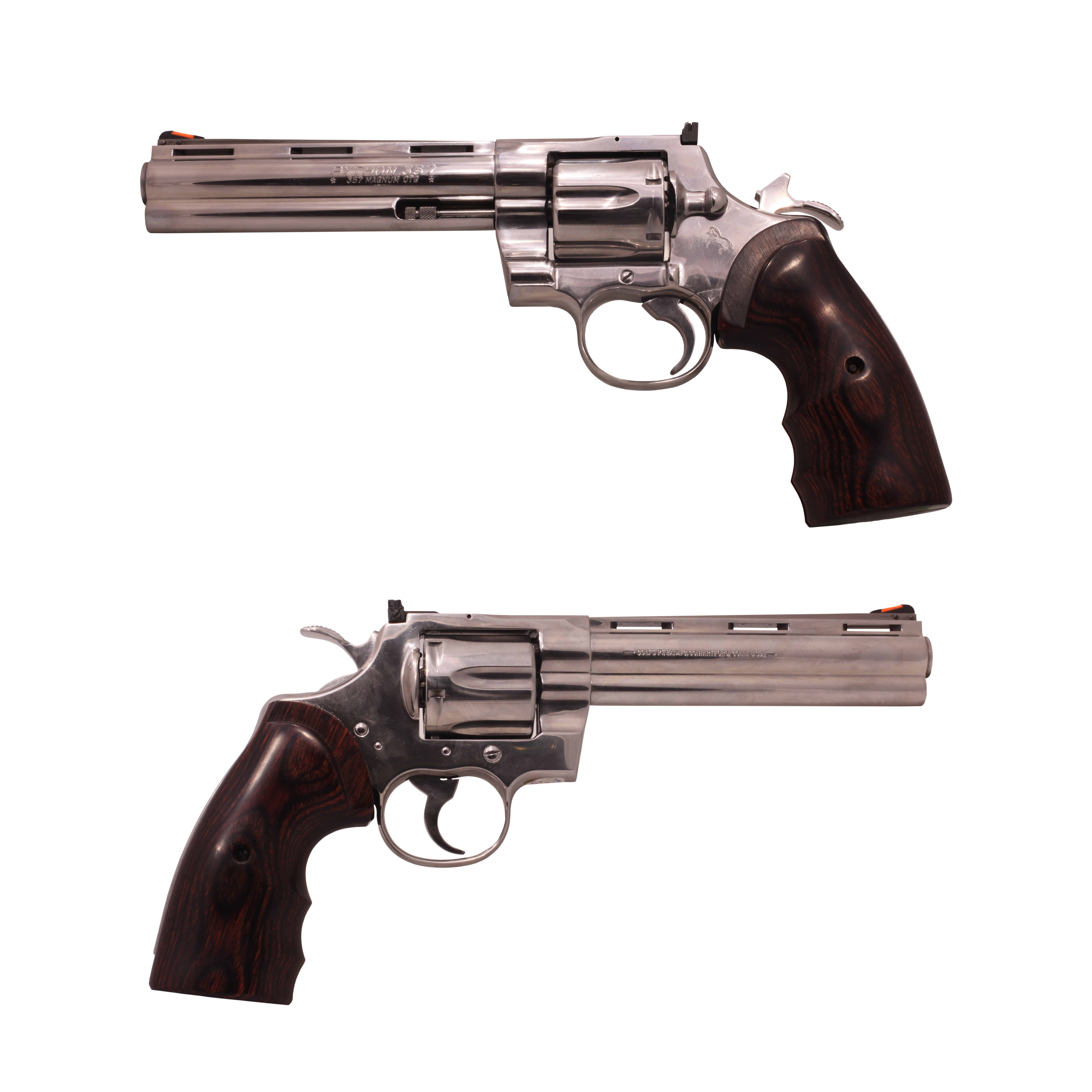
6英吋槍管和鍍光亮鎳處理的蟒蛇
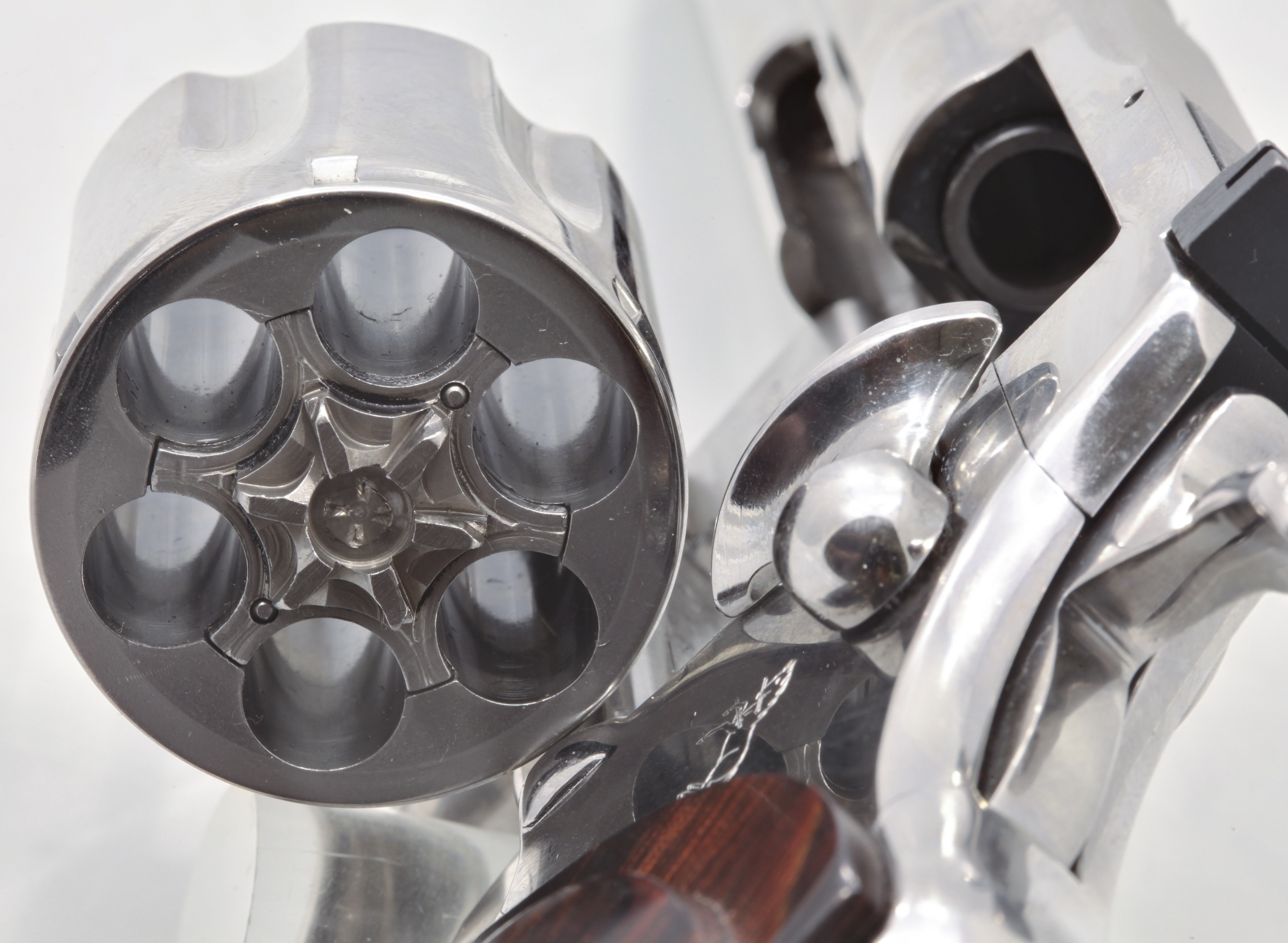
蟒蛇的6發弹巢
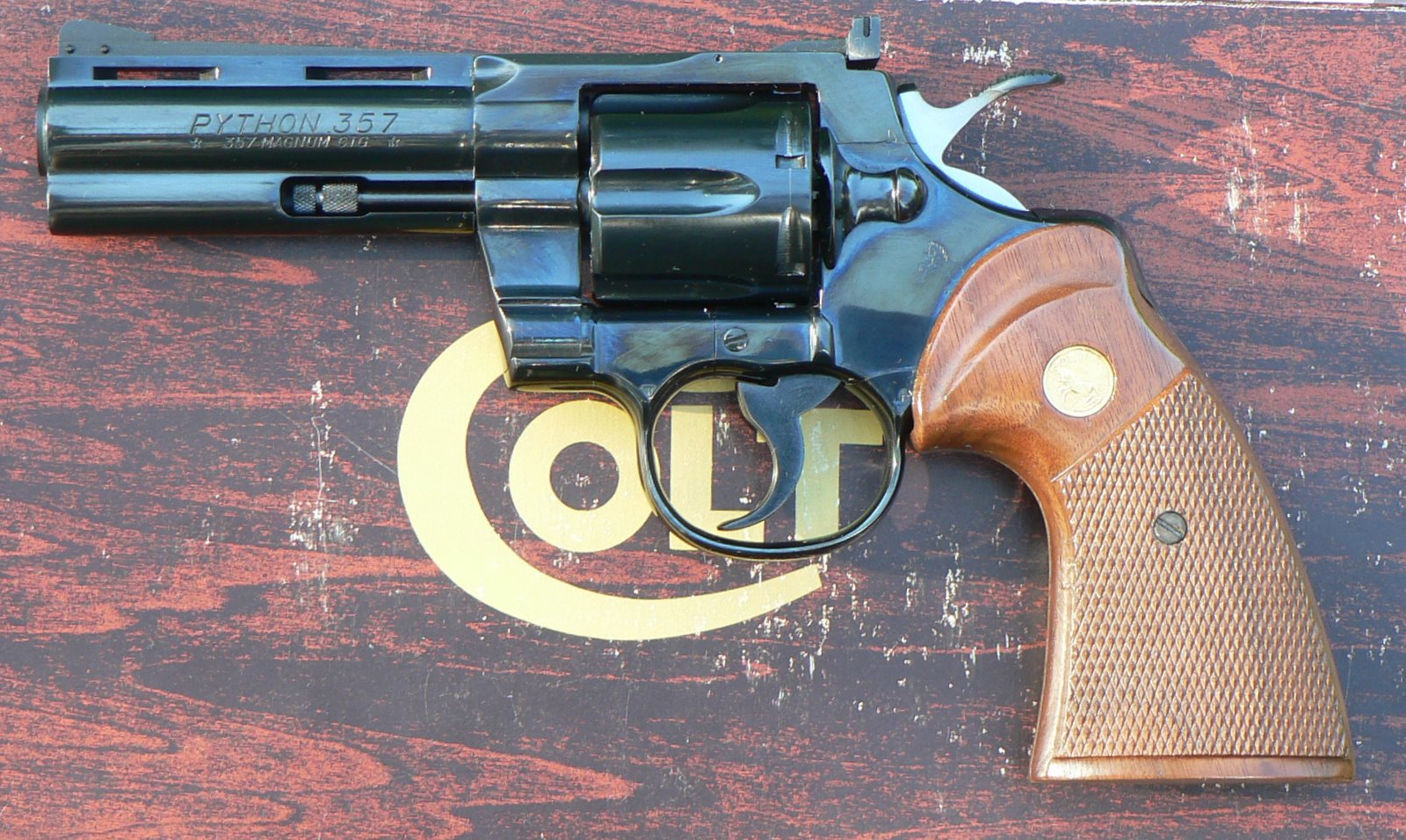
配有4英吋槍管的蟒蛇（左）
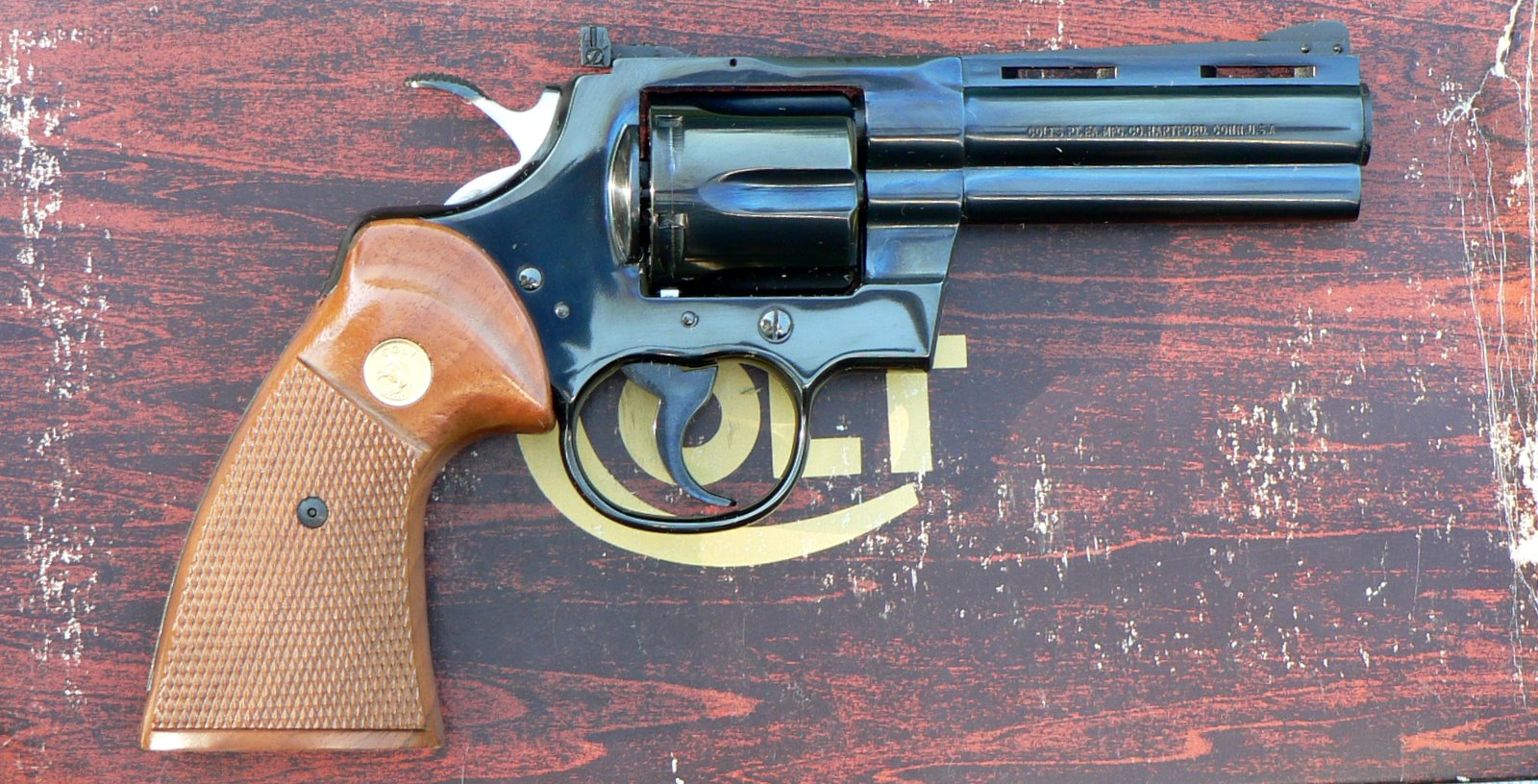
配有4英吋槍管的蟒蛇（右）
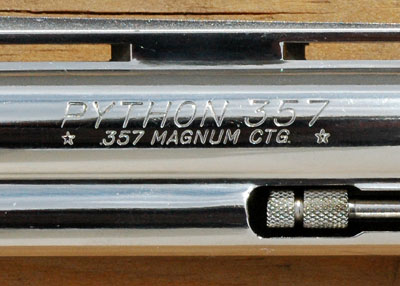
刻在蟒蛇的槍管的印紋
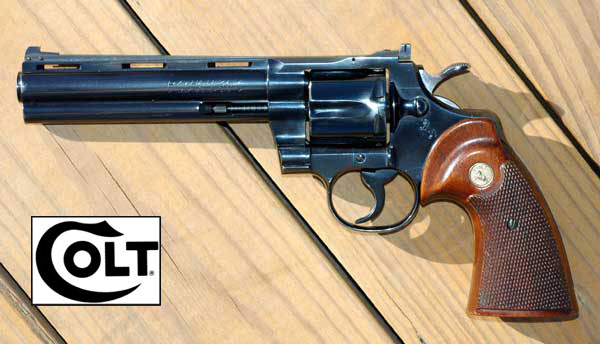
配有6英吋槍管的蟒蛇
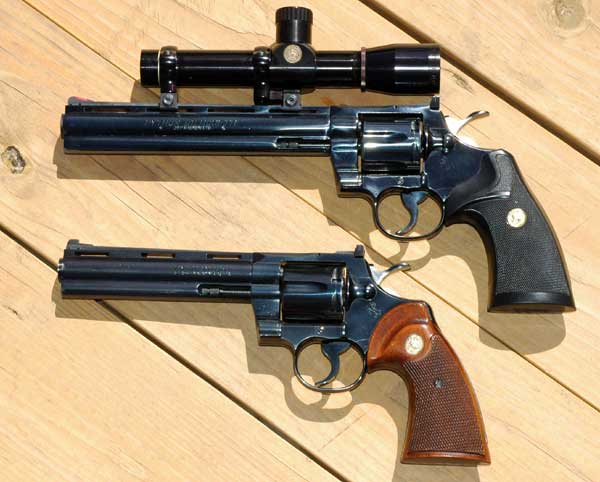
配有8英吋（並裝上瞄準鏡和其鏡架）和6英吋兩種槍管長度和皇家藍色的蟒蛇
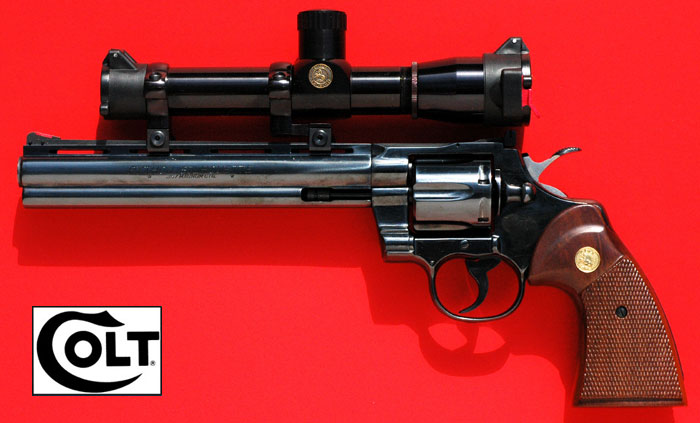
裝上瞄準鏡和其鏡架的8英吋槍管型蟒蛇
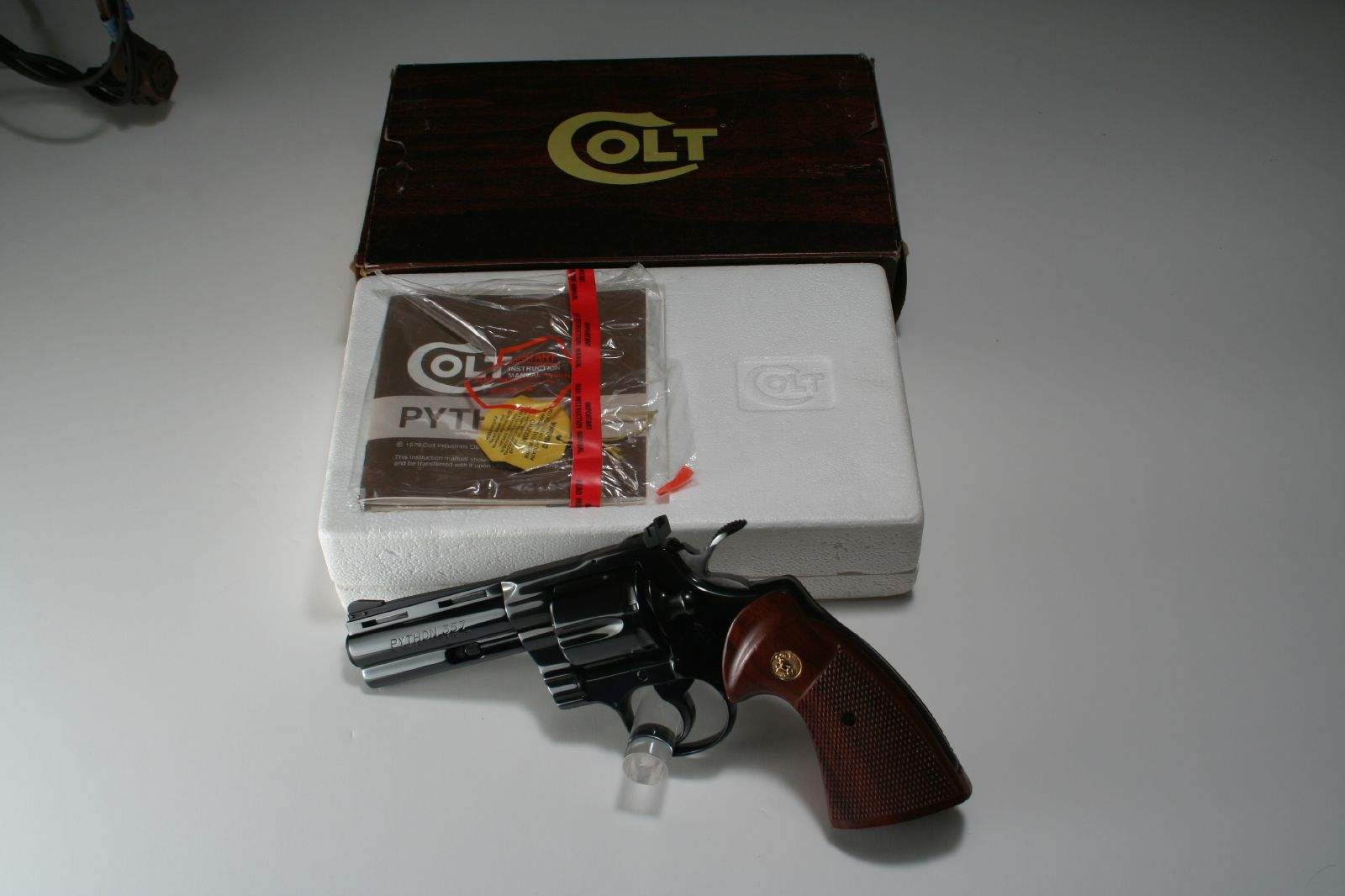
蟒蛇及其包裝盒、說明書
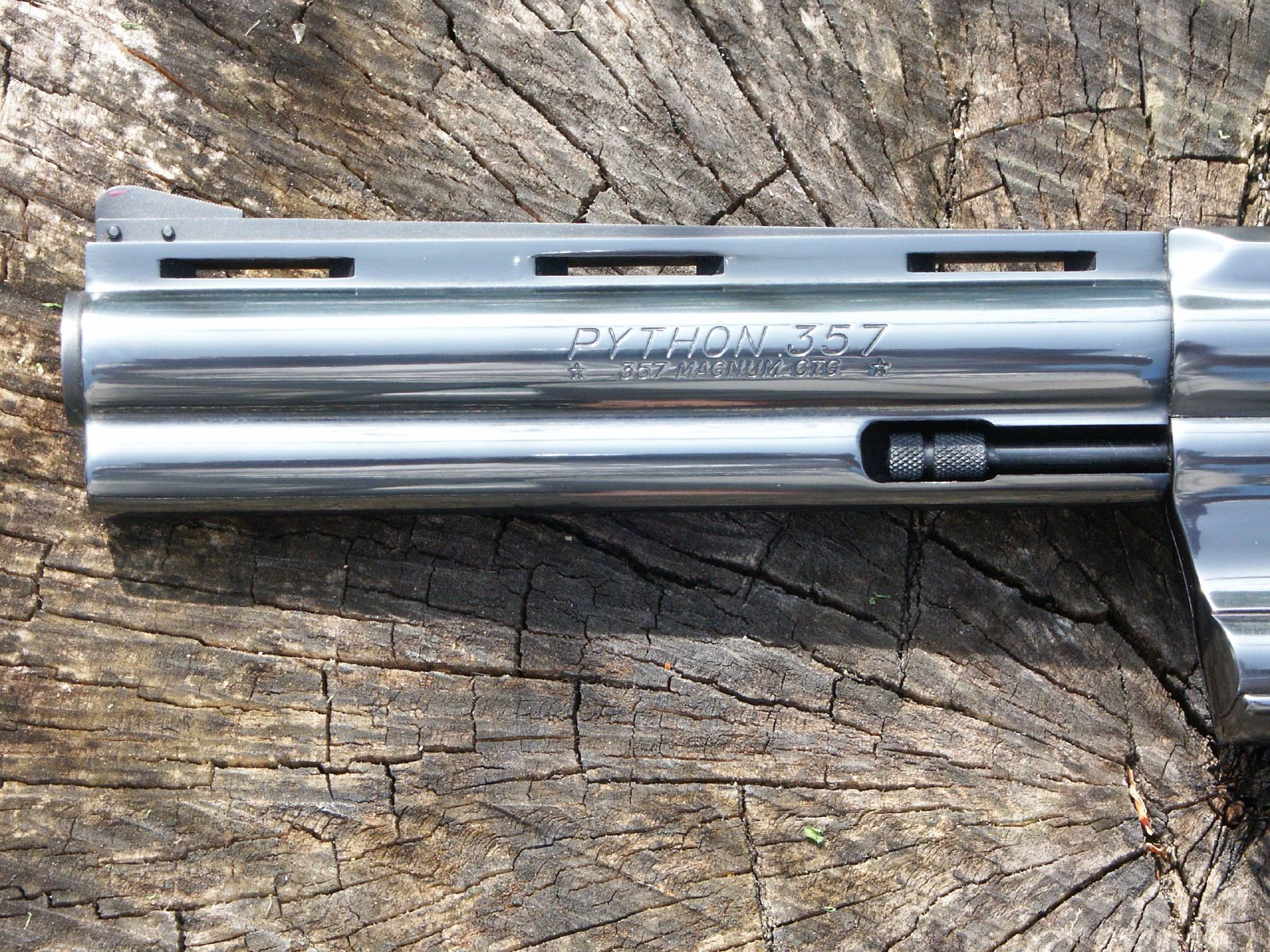
蟒蛇的6英吋槍管
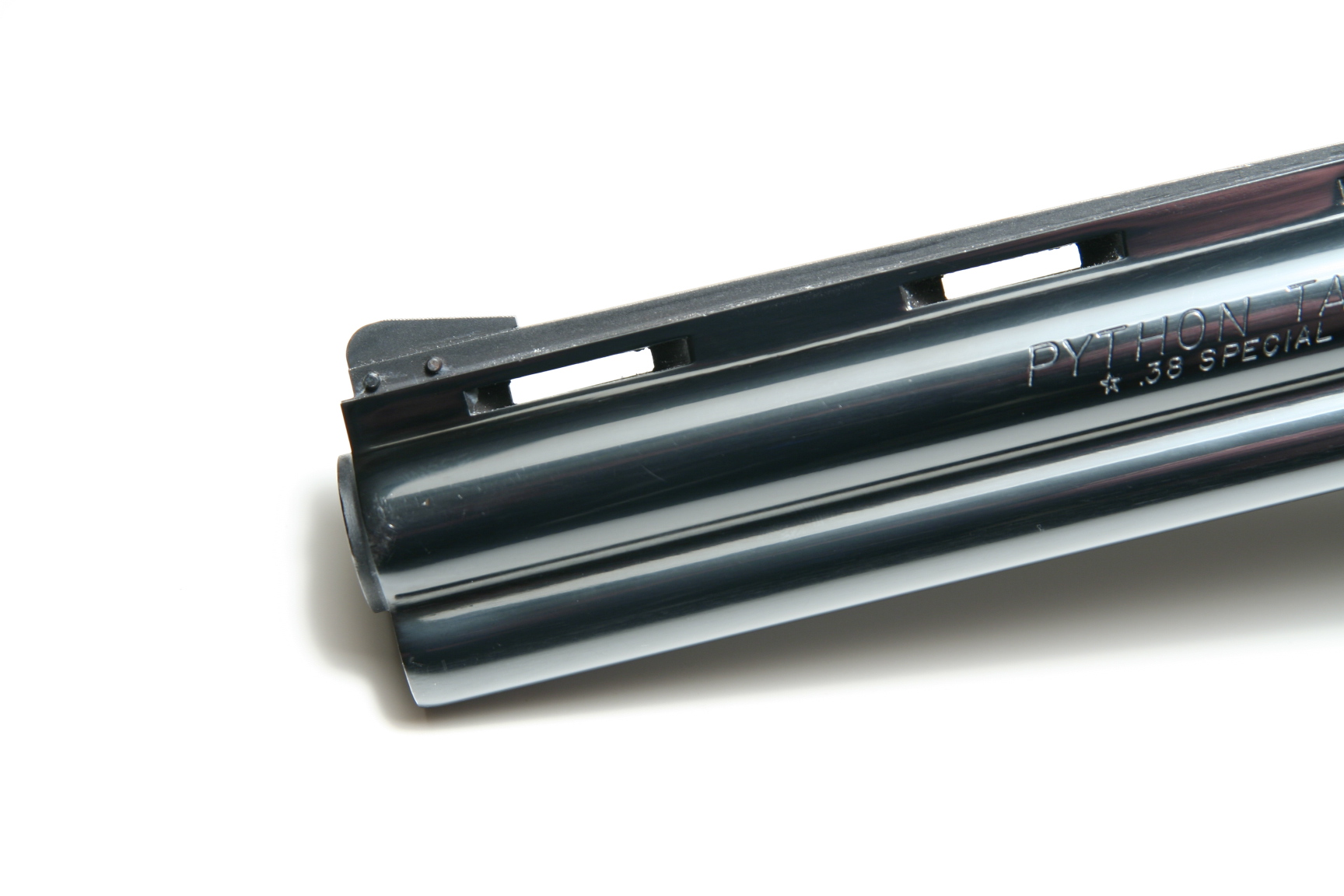
蟒蛇的槍管
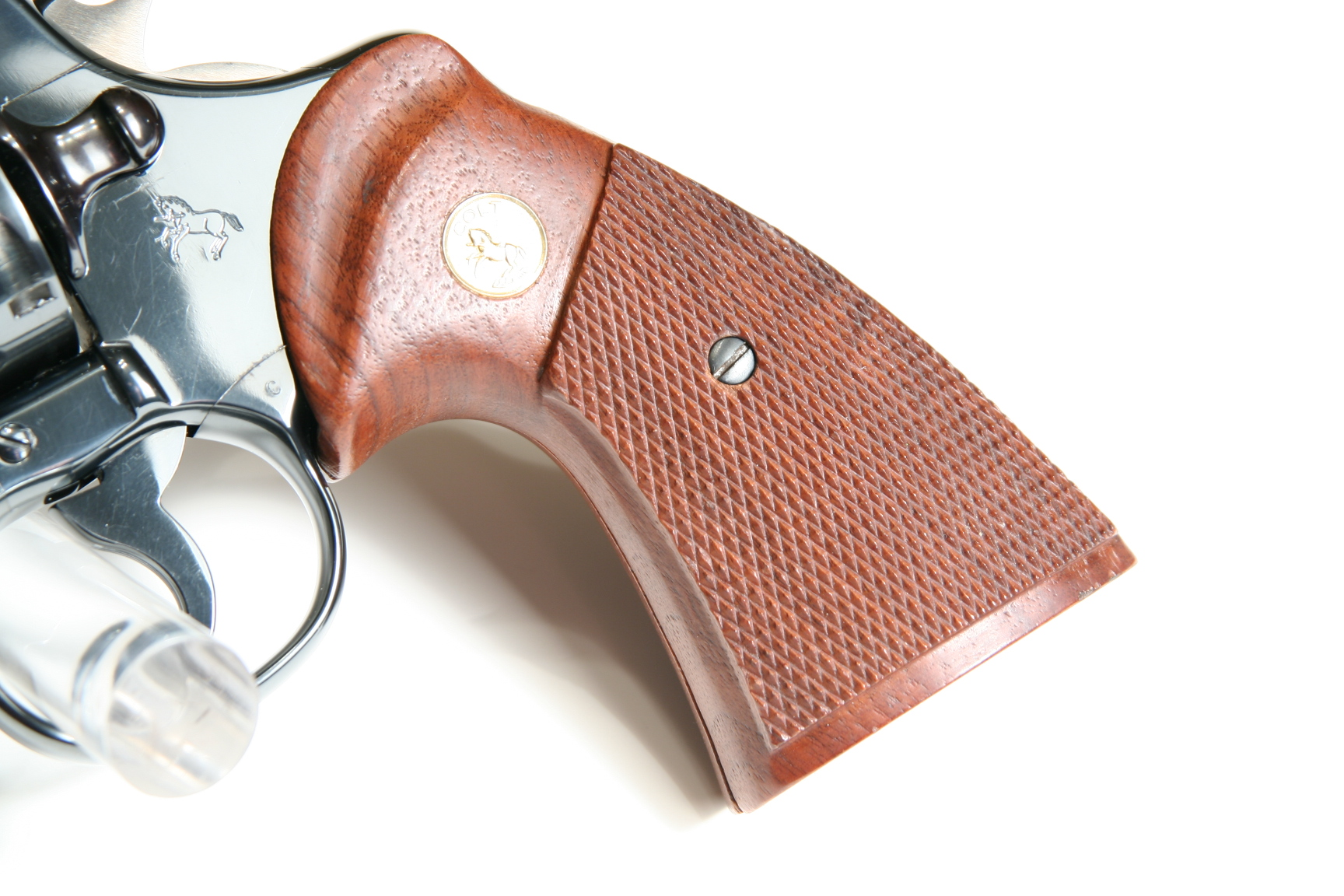
蟒蛇的握把
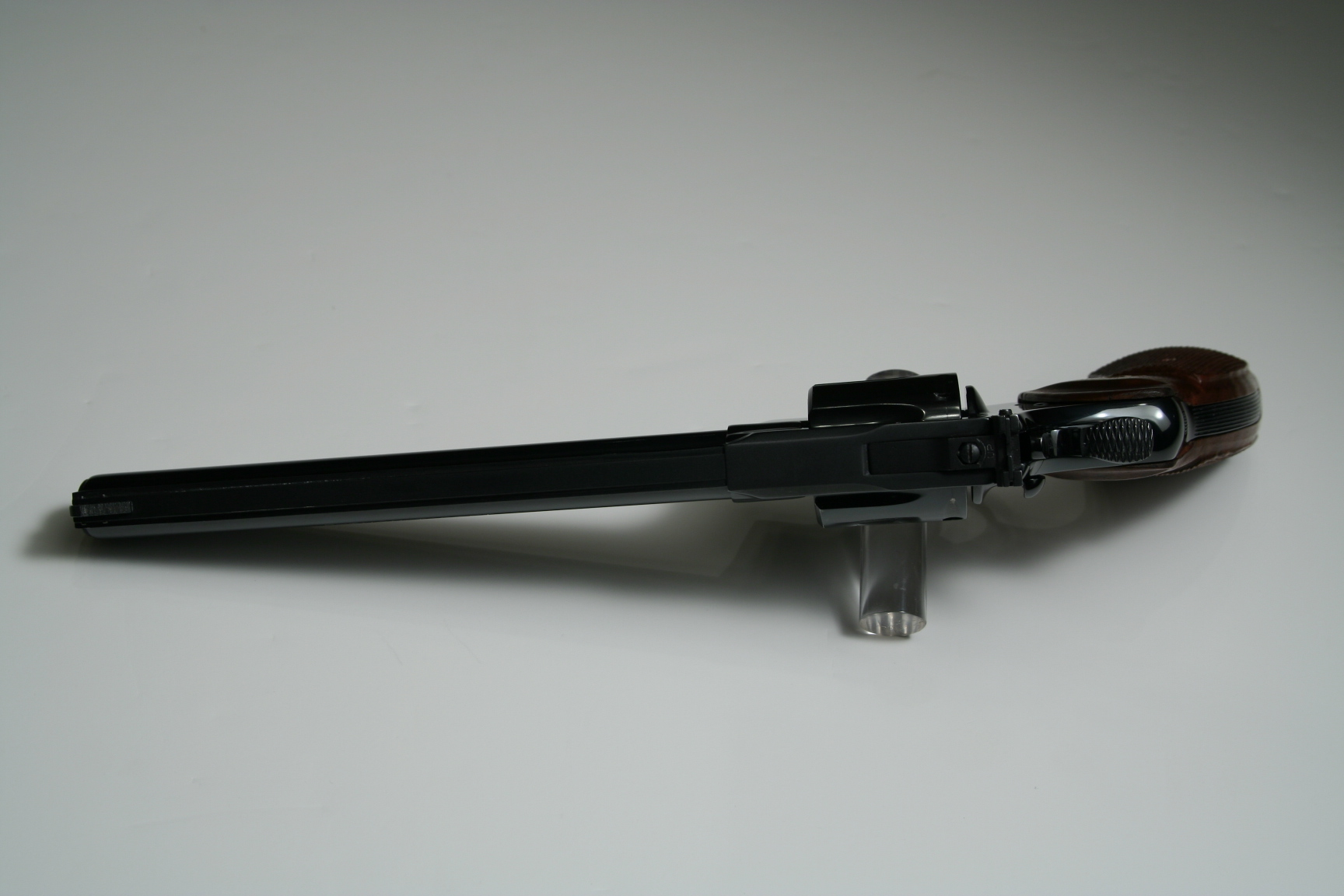
蟒蛇的頂部
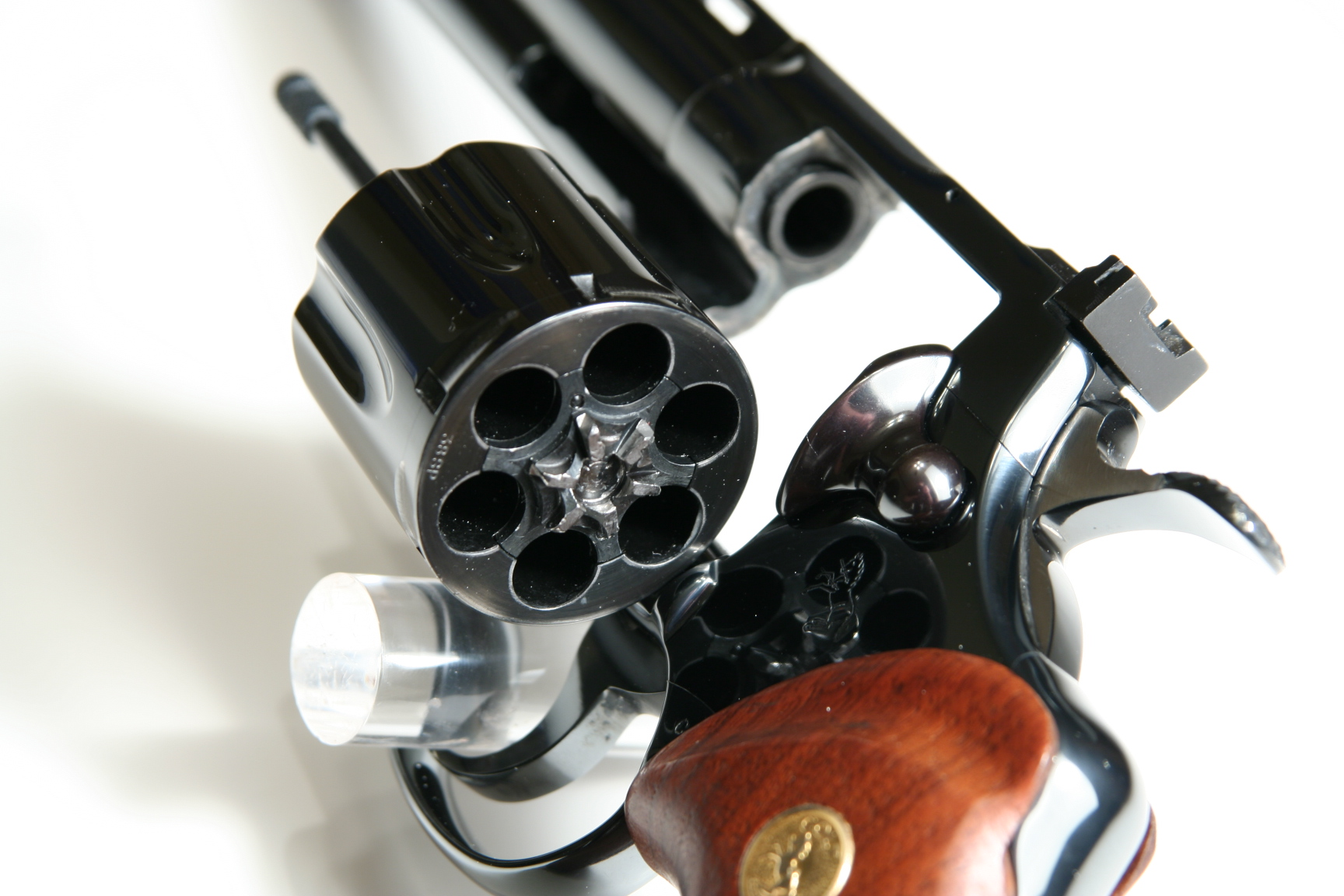
蟒蛇的6發彈巢
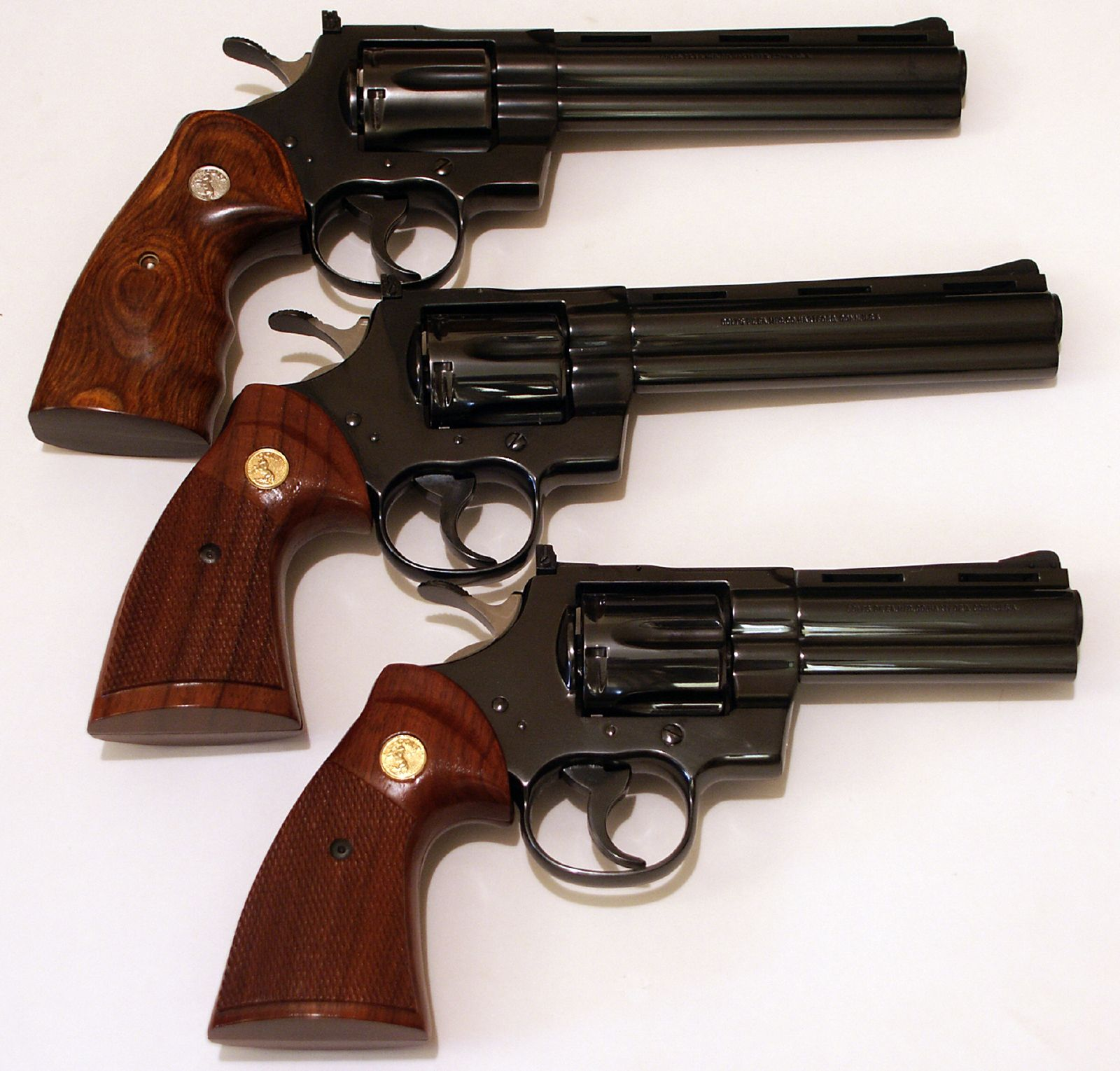
三種不同槍管長度的蟒蛇
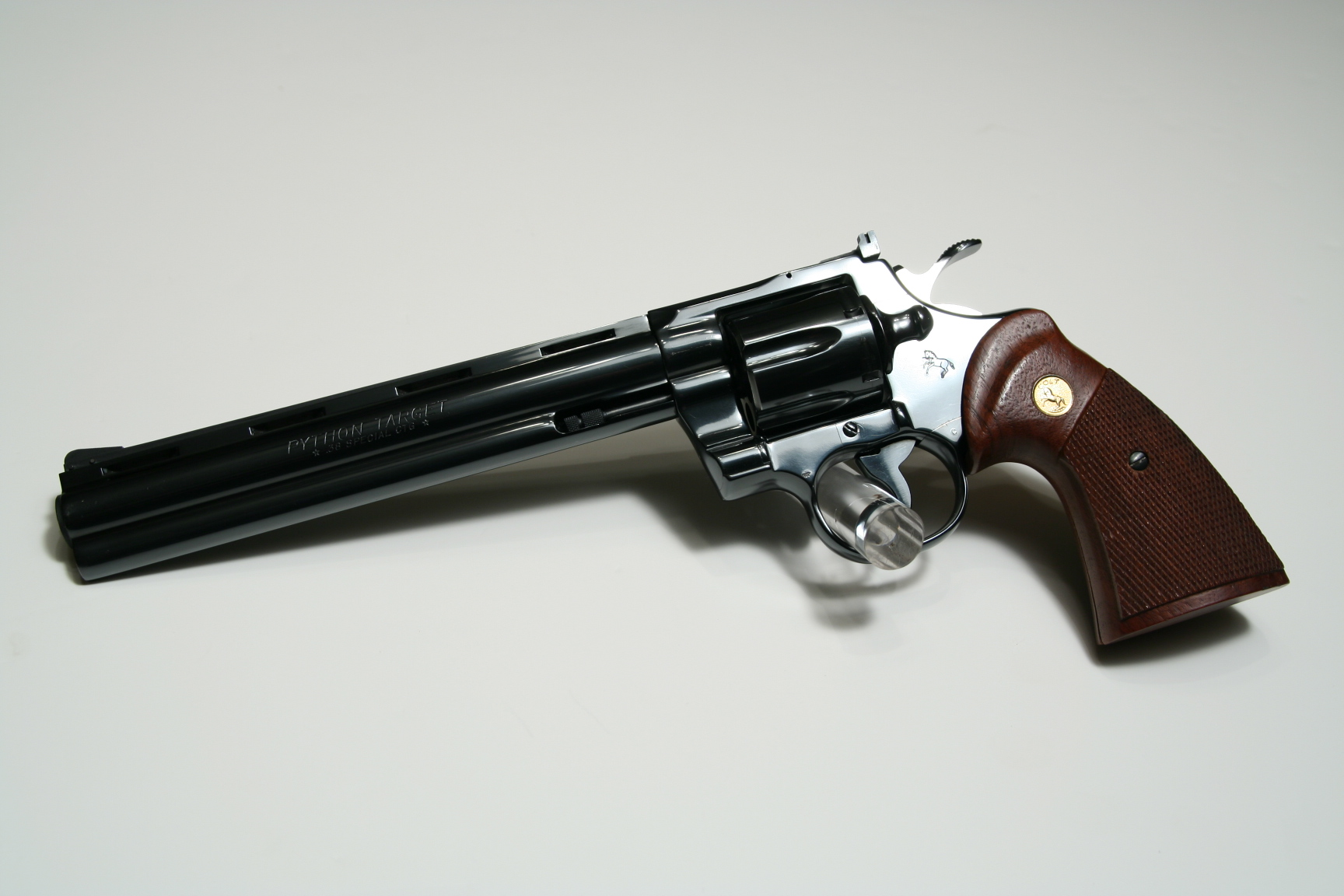
蟒蛇瞄準型（Colt Python Target）
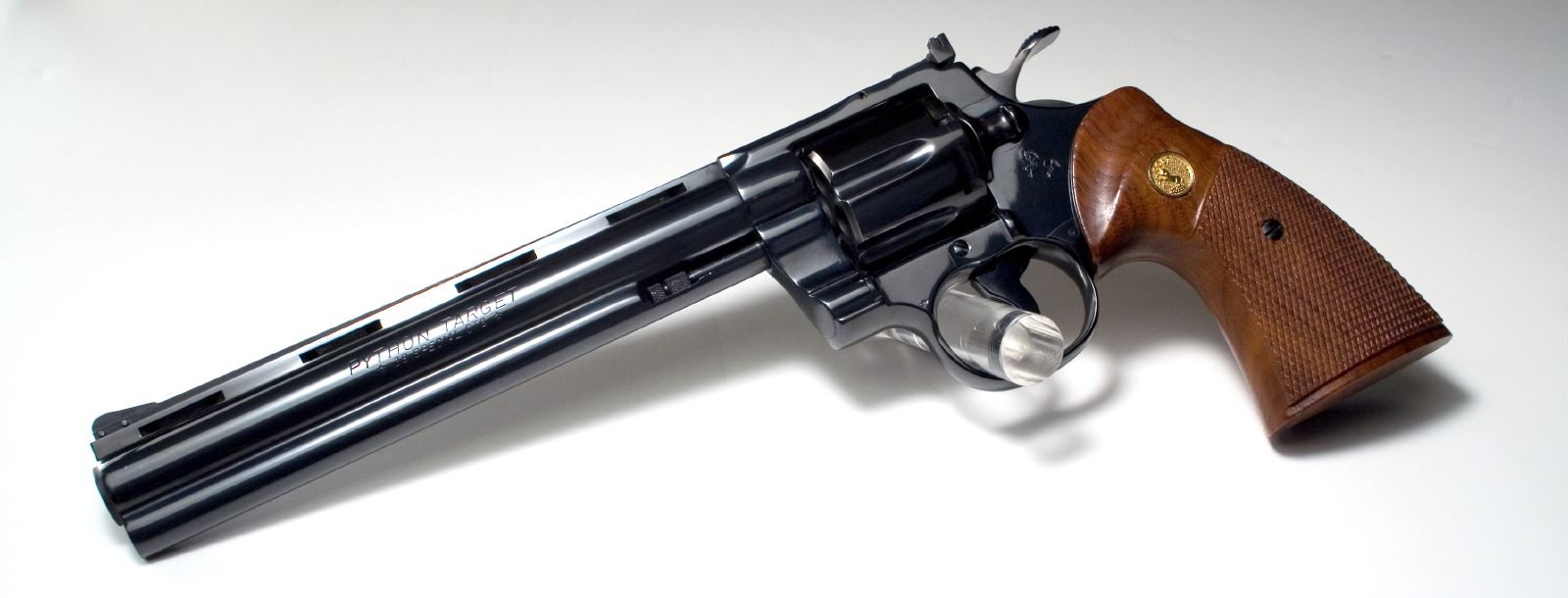
配有8英吋槍管的蟒蛇瞄準型（Colt Python Target）
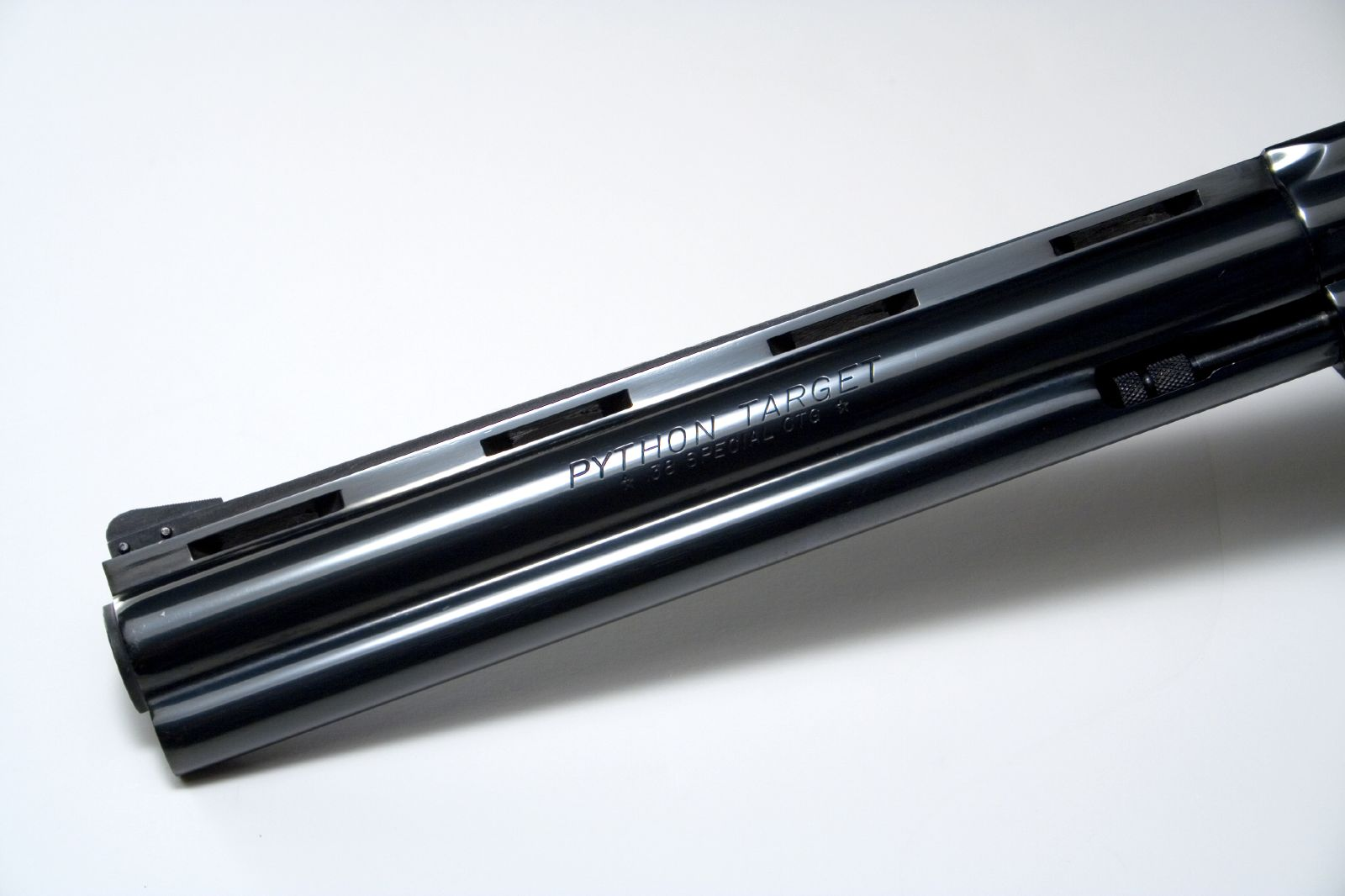
蟒蛇瞄準型的槍管
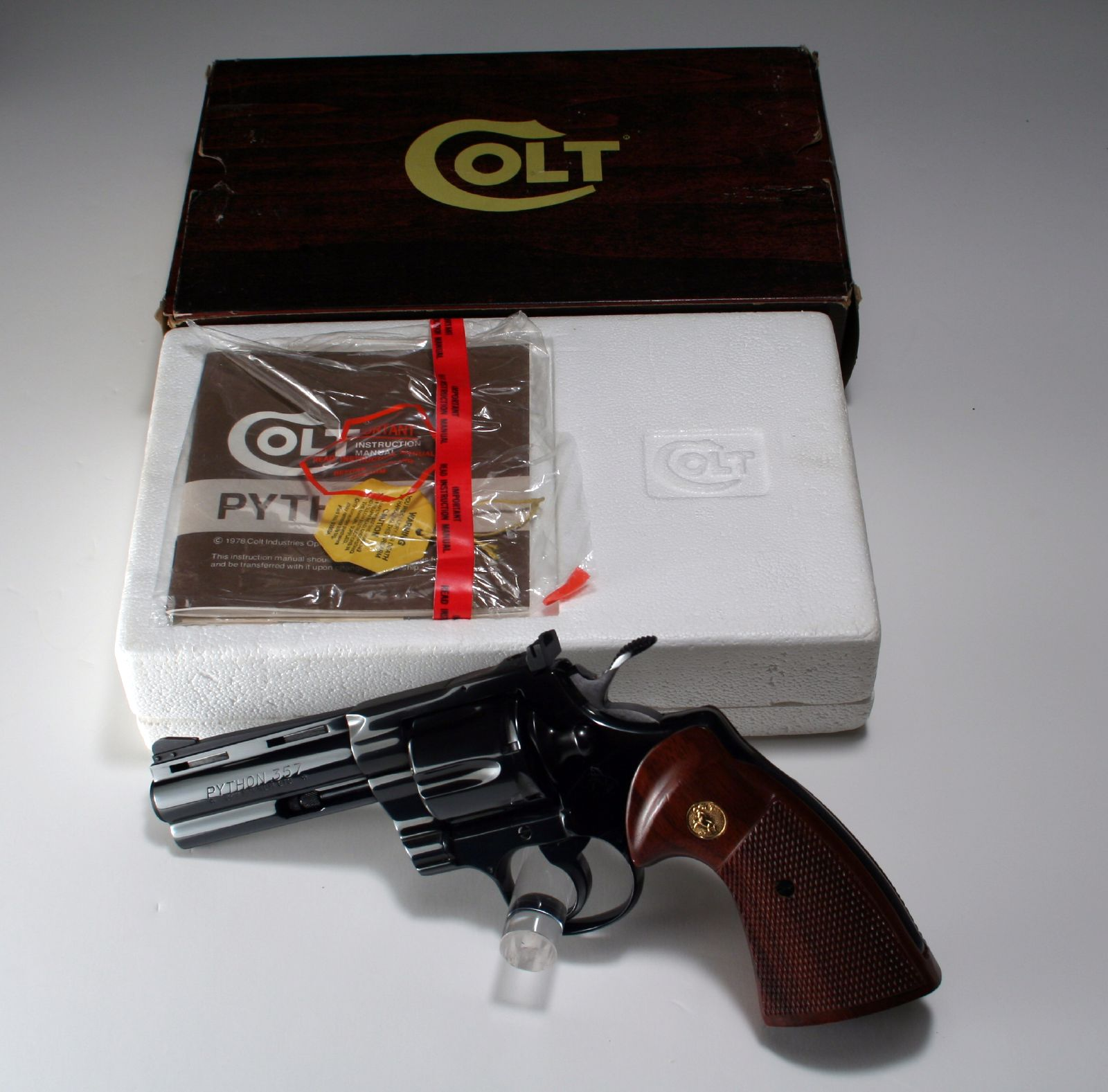
蟒蛇及其包裝盒、說明書
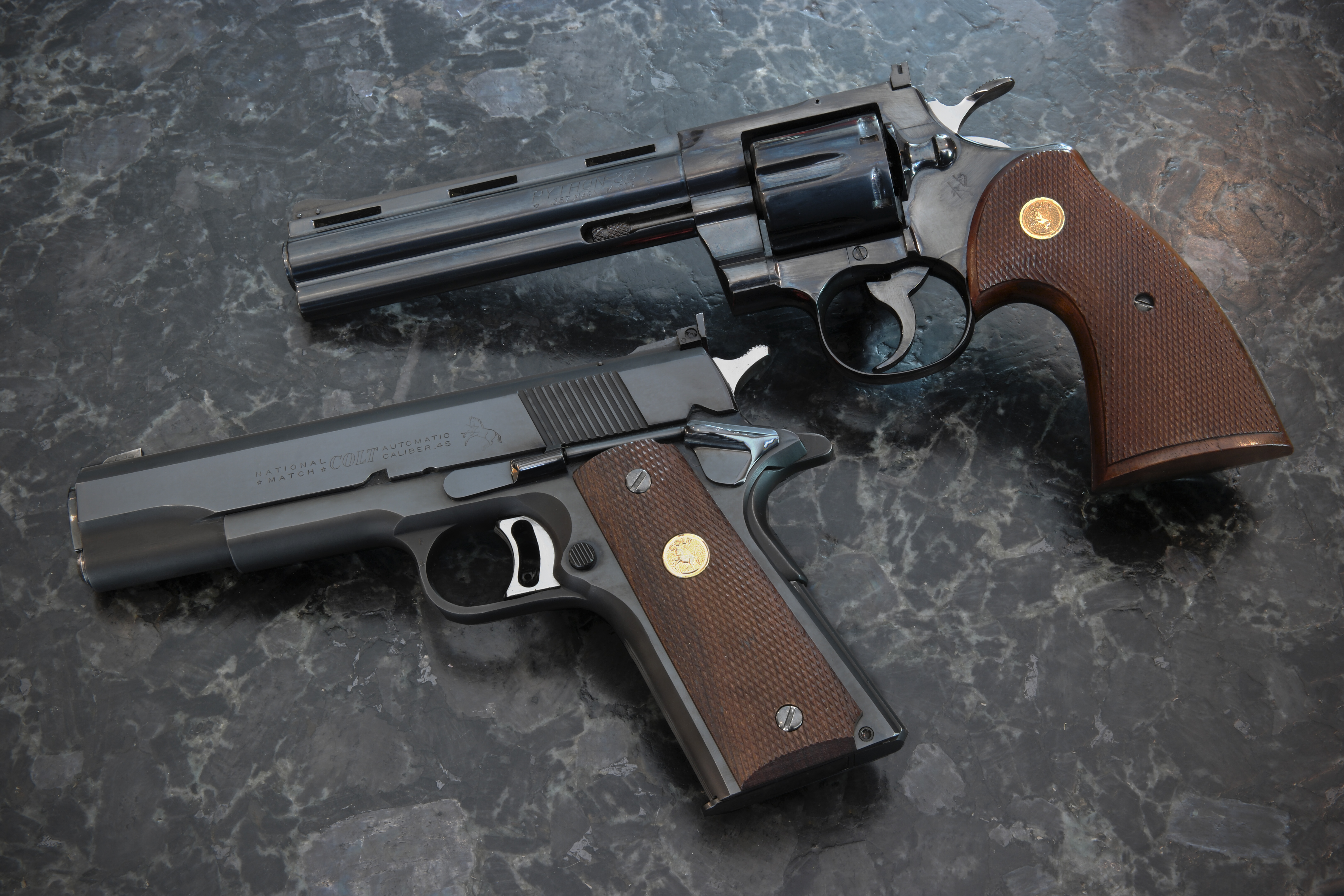
蟒蛇與70系列前國家比賽型M1911手槍的比較

## 資料來源
1. 1 2 3  Dougherty, Martin Small Arms: From the Civil War to the Present Day, New York City: Fall River Press, 2005, page 48. ISBN 978-0-7607-6329-2
2. 1 2 3 4 5 6  The Colt Python .357 Magnum Revolver （页面存档备份，存于） by Chuck Hawks at www.chuckhawks.com accessed Apr 27, 2009
3. 1 2 3 4 5  Thompson, Leroy; Rene Smeets. . London: Arms & Armour Publication. October 1, 1993: 256. ISBN 9781854091680.
4. 1 2  Wilson, R.L., The Colt Heritage, New York City: Simon & Schuster, 1987, P. 272.
5. ↑  Wilson, R.L., Colt: An American Legend, New York City: Abbeville Press, 1985, P 272.
6. ↑  Cooper, Jeff, "Cooper on Handguns," Los Angeles, Petersen Publishing Co., 1974, P. 189.
7. 1 2  Hogg, Ian V. (1994)Military Small Arms: 300 Years of Soldiers' Firearms, Salamander Publishing
8. ↑  Update from Colt's Manufacturing Company, Inc. 的存檔，存档日期2007-02-20.
9. ↑  .   [2020-01-05]. （原始内容存档于2021-01-12）.
10. 1 2 3 4 5  Metcalf, Dick. . HandGunning (PJS Publications). 1994, 8 (5): 52–58.
11. ↑  Bailey, William G. . Taylor & Francis. 1995: 309/865. ISBN 0815313314.
12. ↑  New York City Police to Replace Revolvers With Semiautomatics （页面存档备份，存于） The New York Times, By CRAIG WOLFF, Saturday, August 21, 1993, Accessed April 27, 2009.
13. 1 2  Ayoob, Massad(2003)The Colt Python, The Accurate Rifle Magazine, November 2003
14. 1 2 3  C&S Python .357MAG （页面存档备份，存于） By Rich Grassi, Originally Published in Combat Handguns May 2005, accessed at Cylinder and Slide April 27, 2009
15. ↑  .   [2017-03-03]. （原始内容存档于2017-03-03）.
16. ↑  .   [2018-02-01]. （原始内容存档于2016-06-01）.

## 外部連結
- （英文）—Official Colt Python homepage
- （英文）—Official Safety and Instruction Manual .pdf
- （英文）—Colt Python web page
- （英文）—Modern Firearms—Colt "Python" （页面存档备份，存于）
- （英文）—Weapon.ge—Colt Python （页面存档备份，存于）
- （英文）—Military, Security and Civilian Guns and Equipment—Colt Python （页面存档备份，存于）
- （英文）—The Firearm Blog.com—
  - Colt Python Engraved （页面存档备份，存于）
  - TFBTV Doing What We Do: Shooting Compilation （页面存档备份，存于）
- （简体中文）—D Boy Gun World（槍炮世界）—“蟒蛇”转轮手枪 （页面存档备份，存于）
- （繁體中文）—人民網—“巨蟒”9毫米口徑槍－左輪手槍族中的王者 （页面存档备份，存于）